# Manganeses de la Lampreana
Manganeses de la Lampreana es un municipio y villa española de la provincia de Zamora, en la comunidad autónoma de Castilla y León.
Se encuentra situado en la comarca de la Tierra del Pan. El municipio cuenta con una superficie de 60,02 km² y, según datos del padrón municipal 2017 del INE, cuenta con una población de 498 habitantes. El municipio incluye, como anejo, a la localidad de Riego del Camino. Tiene múltiples lagunas siendo la más importante la Laguna Grande; estas forman parte de la reserva natural de la lagunas de Villafáfila. A dos km del pueblo se encuentra la fuente mozárabe de Junciel.

## Toponimia
Manganeses
Manganeses es un topónimo que ha sido relacionado con el despoblado leonés de Manganes (también Maganes en la documentación medieval), situado en el alfoz de Mansilla de las Mulas. En este sentido, nos indica que esta localidad fue repoblada por oriundos de la citad localidad leonesa, existiendo documentos medievales que recogen las relaciones patrimoniales y clientelares que existieron entre ambas localidades. Frente a esta opinión, otros autores indican que Manganeses deriva de una repoblación de mozárabes del Reino de Toledo, originarios de Magán, localidad que tuvo cierta importancia en época califal. Otros relacionan el topónimo con Maganes, una parroquia del concejo asturiano de Cangas del Narcea (España). También se ha vinculado Manganeses con el étimo antroponímico de Maga o Maganus que algunos consideran nombre latino y otros germánico de los que podrían derivar los nombres de las localidades portuguesas de Magães, el Magaz leonés, y en el propio Magán toledano.
Lampreana
Comarca situada en el centro de la provincia de Zamora, que incluye los pueblos de Manganeses, Pajares y Villalba. Actualmente se encuentran dentro de la Mancomunidad Tierra de Campos - Pan - Lampreana.
Las primeras alusiones a la comarca de la Lampreana aparece en documentos de los siglos IX y X. En los cuales hace alusión a las “pausatas in Lampreana” (salinas en Lampreana) en el documento de una compra que realizó el monasterio de Sahagún a Alarico y a su hermana Fradegundia en el año 936. (cfr. Studia Zamorensia, pág. 32, segunda etapa volumen IV, UNED Zamora 1977.) Esta Lampreana se encuentra en las inmediaciones de Revellinos y Villafáfila.
Hay dos hipótesis sobre el origen de este nombre. La primera teoría se deriva de la etimología en íbero de la palabra lampreana que significaría “río Lampre”. De hecho se cree que en la zona hubo repoblaciones ilirias. La segunda, y más aceptada hipótesis, se relaciona con la utilización de las lagunas salinas existentes en esta zona para la cría de lamprea. Como asegura Jesús Torbado en Tierra mal bautizada: “La Lampreana fue antigua e ilustre laguna, producto también del [río] Salado, cuyas desaparecidas fronteras enmarcan hoy los pueblos de Villarrín, Manganeses, Pajares y Villalba. En la laguna, los monjes de Sahagún criaban peces y lampreas cilíndricas, lisas, viscosas y puntiagudas, con las que abaste-cían sus cuaresmales refectorios”. En la página web de A.d.r.i. Palomares dedicada a Manganeses de la Lampreana se dice: «En 1914 escribía Ismael Calvo Madroño: “...allá por donde se arrastra el Salado hay una región que se designa con el nombre de Lampreana. Porque en aquellas aguas los monjes del famoso Monasterio de Sahagún (León) establecieron viveros de peces, explotando principalmente las buenas condiciones que, para criar lampreas, tenían aquellos depósitos y corrientes de agua. De ahí su nombre...”». Las lampreas era muy apreciadas antiguamente. Según Cela en Madera de boj: “la lamprea es un manjar de dioses, pero tiene mala prensa porque come muertos”.

## Geografía física

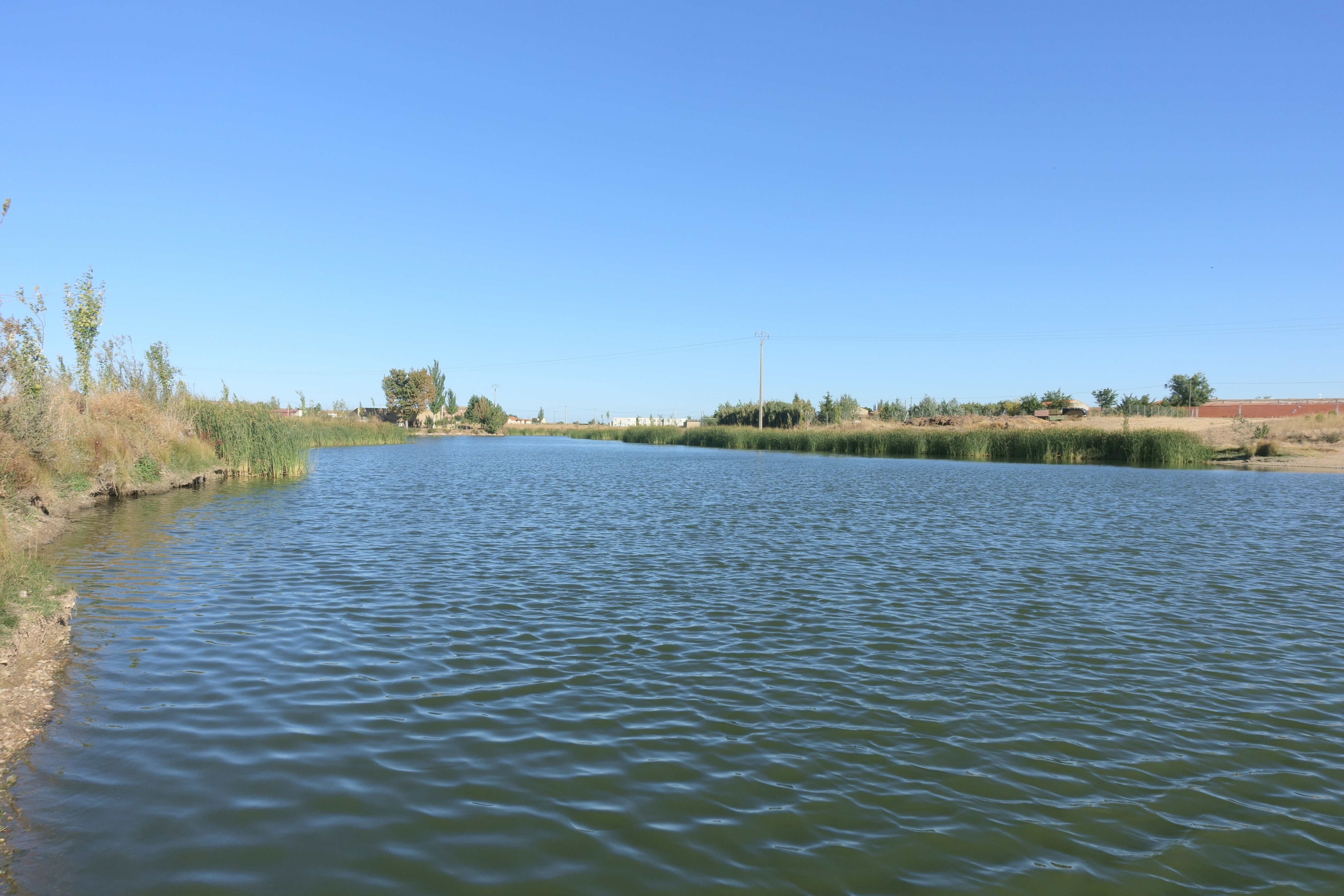
Laguna Grande

Integrado en la comarca de Tierra del Pan, se sitúa a 32 kilómetros de Zamora. El término municipal está atravesado por la Autovía Ruta de la Plata (A-66) y por la carretera nacional N-630, entre los pK 244 y 248, además de por la carretera provincial ZA-740 (Riego del Camino - Pajares de la Lampreana) y por carreteras locales que permiten la comunicación con Villarrín de Campos y Santovenia.

El relieve del municipio es predominantemente llano, propio de la Meseta Norte, oscilando la altitud entre los 727 metros (cerro Horca) al oeste y los 675 metros al este. El pueblo se alza a 704 metros sobre el nivel del mar.
| Noroeste: Granja de Moreruela  | Norte: Granja de Moreruela                           | Noreste: Villarrín de Campos     |
| Oeste: San Cebrián de Castro   |                                                      | Este: Villalba de la Lampreana   |
| Suroeste San Cebrián de Castro | Sur: San Cebrián de Castro y Pajares de la Lampreana | Sureste: Pajares de la Lampreana |

## Historia
Asentado en la Tierra de Lampreana, un territorio muy apetecible ya en la época romana tanto por las aguas salitrosas, que en esta comarca se encuentran, como por su buen terreno para la producción de cereales. El término Lampreana procede de un pez de la familia Petromizontidae conocido como “Lamprea”.
Dominación romana (s. I a. C.-s. V d. C.)
En el yacimiento de Junciel han aparecido abundantes restos de tejas, datado de la época del Alto Imperio romano. Los romanos ya conocían y explotaban la lamprea, considerada como un exquisito manjar. En este lugar se encuentra una fuente con reminiscencias romanas en su construcción, aunque su estilo es más bien mudéjar.
Tránsito de la Edad Antigua a la Edad Media (s. V-s. IX)
Se ha hallado una necrópolis (sepulturas de lajas) que se cree perteneciente a la cultura visigoda. Su localización está en el denominado Teso de Santa Colomba, cercano a Junciel. Este es otro dato que apuntala la presencia humana en este territorio y que llegarían a la Edad Media.
Edad Media (s. IX-s. XIV)
Según su toponimia se supone que su población debería proceder del norte peninsular, principalmente de Galicia, Asturias y León (se cree que por leoneses de Manganes), debido a la migración que durante el siglo IX promovió Alfonso III de Asturias. No se ha conservado la carta constitutiva de su fuero (quizás del siglo XIII), siendo las primeras noticias documentales del siglo X, por el gran interés que por estas tierras mostraban los monjes del monasterio de Sahagún. En 1914 escribía Ismael Calvo Madroño «... allá por donde se arrastra el Salado hay una región que se designa con el nombre de Lampreana. Porque en aquellas aguas los monjes del famosos Monasterio de Sahagún (León) establecieron viveros de peces, explotando principalmente las buenas condiciones que, para criar Lampreas, tenían aquellos depósitos y corrientes de aguas. De ahí su nombre...» Manganeses fue repoblado por leoneses de Manganes en el siglo XI.
Sin embargo sabemos de su existencia por varios memoriales sin fecha, obrantes en los Tumbos Blanco y Negro de Zamora (Fueros y posturas de Zamora), en los que se consignan las cargas y deberes de índole foral que tenían con respecto a su señor, el obispo de Zamora: 
- El 10 de noviembre de 1042: Fernando I de León y la reina Sancha hacen carta de donación de una villa en territorio de La Lampreana en Luzelo, son sus términos... la vega de Manganeses
- En 1130, la Condesa Sancha dona a San Salvador y su obispo Bernardo y canónigos con derecho de sucesión la tercia de las décimas de pan y vino de Manganeses.
- El 21 de enero de 1139, Alfonso VII de León con su mujer Berenguela cambia con la condesa Urraca, mujer del conde Roderico Martínez, Amusco (que era de su abuelo Alfonso) por el territorio que hay entre Frómista y Monzón, y el realengo que tiene en Bretevela hasta Fontorio, y la condesa le da la heredad que tiene en Manganeses por compra y por ganancias de su marido, desde Carrión hasta León y Zamora y por todos los campos.
- En Salamanca, el 20 de enero de 1170, Fernando II de León da a la iglesia compostelana y a su Obispo las propiedades de Villalba y Moscas, sitas cerca de Manganeses, al N. de Zamora «pro bono servicio»
- El 2 de noviembre de 1200, donación por Fernando, conde de Cabrera, al obispo de Zamora, Martín, de la villa de Manganeses. Hay otro ejemplar expuesto en el Museo Catedralicio, que lleva dibujada en tinta una cabra.
- En Zamora, abril de 1204, donación de la villa de Manganeses por Fernando Fernández, nieto del conde Ponce de Cabrera y su mujer María Pérez.
- En 1229, concordia entre el obispo y cabildo de Zamora y el maestre y frailes de la Orden de Santiago sobre pago de portazgos en Castrotorafe, por los vecinos de Manganeses. Un sello de cera de la Orden de Santiago, otro del obispo don Martín II y un tercero que lleva grabado un león.

Al comenzar el siglo XIV la Tierra del Pan se dividía entre las tierras de realengo y los señoríos. Manganeses continuó en régimen de señorío, perteneciente al obispo de Zamora.
Edad Moderna (s. XVI-s. XVIII)
El archivo histórico parroquial de Manganeses se encuentra en su totalidad en el Obispado de Zamora.
Dentro de su término la dehesa del Gamonal pertenecía a la jurisdicción de la Orden de Santiago, en concreto al comendador de Castrotorafe. Tuvo dos iglesias, la de Santa María Magdalena y la de Santa María la Nueva, ya existentes en 1661. En 1750 cayó un rayo que destruyó la iglesia de la Magdalena (también tuvo dos ermitas, una la de la Cruz o del humilladero y la de San Pedro, hoy desaparecidas). Es necesario pues buscar en ambas parroquias para poder seguir las pistas. El estado de la escritura en algunos casos es penoso. Tienen un buen índice, pero que en ocasiones no sirve de muchos por faltar las hojas correspondientes. Lo más complicado es hacerse cargo de la localización, pues aparece mucha gente con los mismos nombres y apellidos, y no se dan otras referencias. Es necesario cotejar fechas, esposos, hijos, etc.
Como se verá aparece flecos en Palencia, San Cebrián, Priego de Córdoba, Villalba de la Lampreana.
Los libros de la parroquia de La Magdalena son sólo tres:
- El de Bautismos de 1570 a 1753
- El de Difuntos de 1620 a 1753
- El de Casados de 1585 a 1752

Igualmente en 1677 se indica que hay en el pueblo una herrería y un palomar en el sendero de la calle de Riego.
Con el fin de poder tener un cumplida idea de la vida de Manganeses de la Lampreana en el censo de 1751 efectuado por el ayuntamiento se indica, que hay 58 vecinos y 13 viudas de las que cinco son pobres de solemnidad. El caserío del pueblo es de 101 casas, de las que 74 son habitables y las restantes en ruina, «por la pobreza de sus dueños». 
En 1752 se funda la cofradía Bendito Cristo de la Magdalena. Manganeses de la Lampreana seguirá siendo señorío del obispo de Zamora hasta el siglo XIX.
siglo XIX

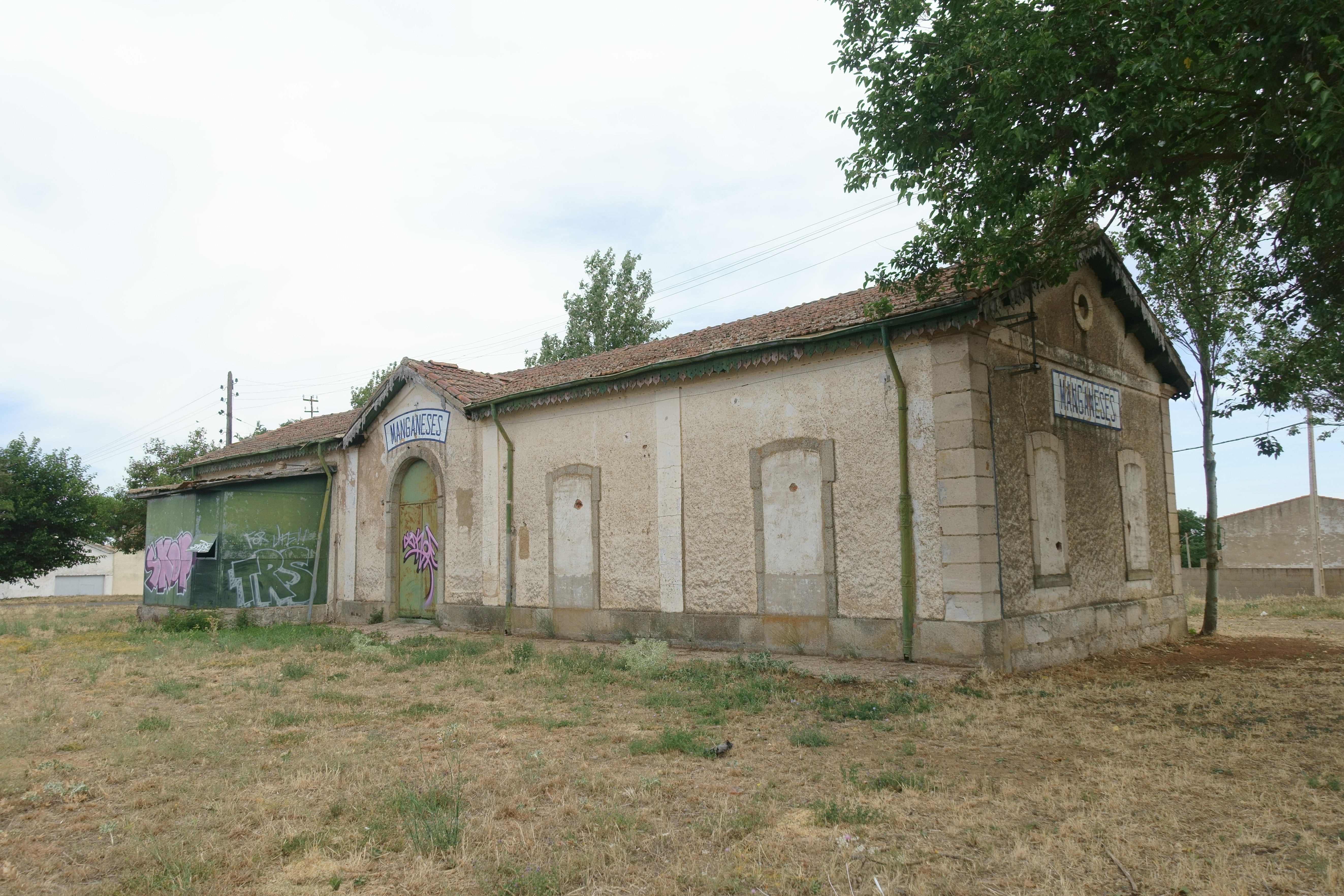
Antigua estación de la línea Plasencia-Astorga en 2021

Al crearse las actuales provincias en la división provincial de 1833, Manganeses quedó encuadrado en la provincia de Zamora, dentro de la Región Leonesa.
La desamortización liberal del siglo XIX se realiza en Manganeses al clero, con 1781 ha tasadas en 140 951 reales.
siglo XX
Durante 1931-1936 hubo huelgas violentas. En la villa existía una alta tasa de afiliación a UGT-FNTT y filosocialistas así como a los Sindicatos Católicos. Los obreros agrarios protestan contra las propiedades señoriales, a veces intentando roturarla y ocuparlas.
En 1950 es cometido en Manganeses un crimen, del que se escribieron coplas.

## Geografía humana

### Demografía
Cuenta con una población de 439 habitantes (INE 2024).
| Gráfica de evolución demográfica de Manganeses de la Lampreana entre 1842 y 2021 |
| |
| Población de derecho según los censos de población del INE Población de hecho según los censos de población del INEEntre el censo de 1970 y el anterior, crece el término del municipio porque incorpora a 49525 (Riego del Camino) |

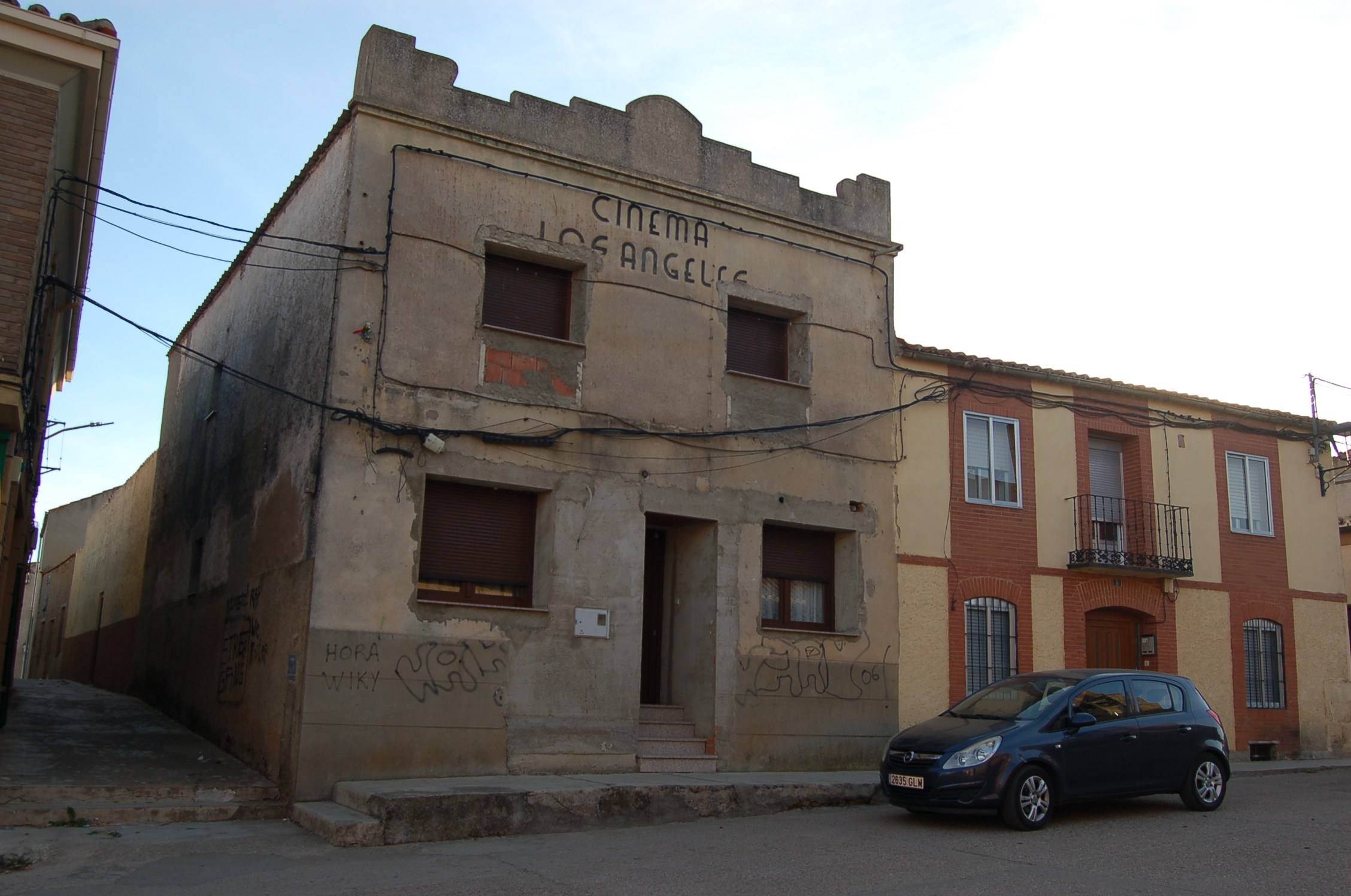
Antiguo Cinema Los Ángeles

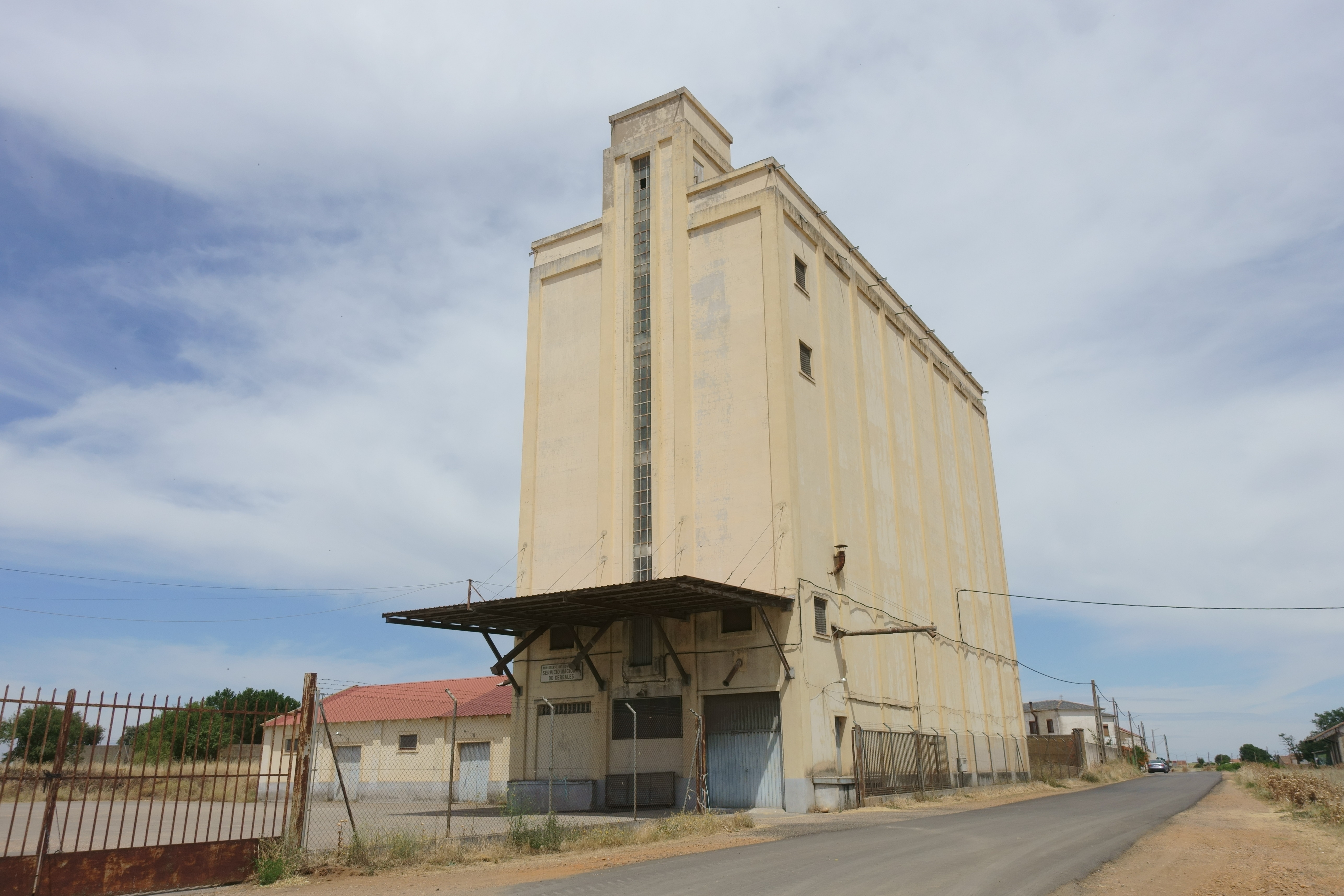
Antiguo silo de cereales

La población actual en el municipio es de 498 habitantes censados (entre los que se incluye la población de Riego del Camino), los cuales se multiplican durante el periodo vacacional y días festivos, dado que gran parte de las viviendas del pueblo tienen un uso de segunda residencia.
Cuenta con una ubicación geográfica estratégica y equidistante de las tres ciudades más pobladas de la provincia (Zamora, Benavente y Toro), dato que sin embargo no ha frenado su despoblamiento. Causa del fuerte despoblamiento de Manganeses de la Lampreana en las tres últimas décadas ha sido la retirada de la línea de tren de la ruta de la plata, este hecho desencadenó el cierre de fábricas y pequeños comercios, la consecuencia fue que muchas de las familias que dependían de estos negocios emigraran al resto de España, principalmente al País Vasco y Madrid.

## Patrimonio

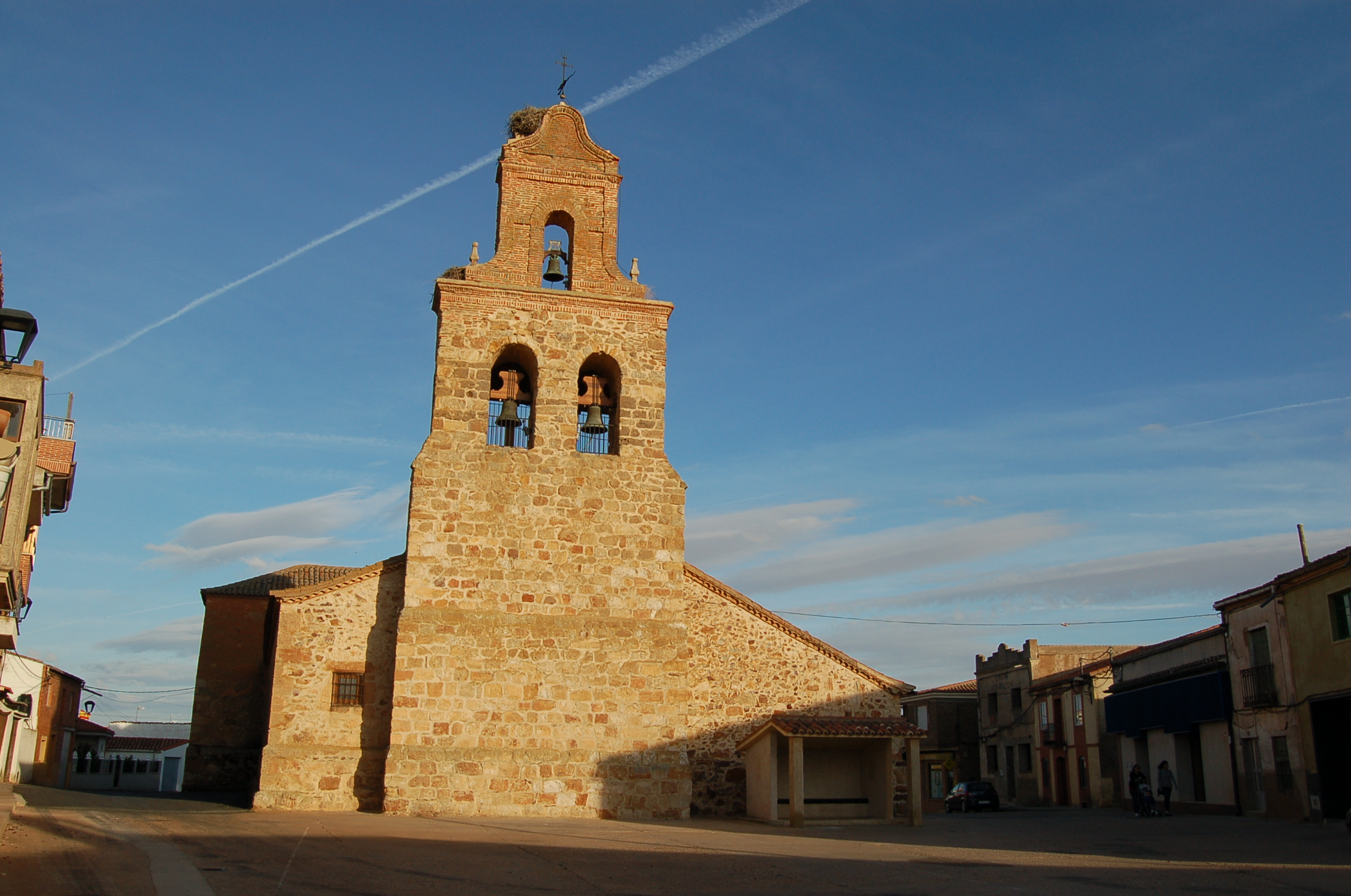
Iglesia parroquial

Situado al norte de la comarca de Tierra del Pan, su término acoge al despoblado de Junciel, que tiene en su fuente reminiscencias moriscas. La villa fue posesión del obispo de Zamora hasta el siglo XIX.
La dehesa del Gamonal pertenecía a la jurisdicción de la Orden de Santiago, en concreto al comendador de Castrotorafe. Tuvo dos Iglesias: la de Santa María Magdalena y la de Santa María la Nueva, ya existentes en 1661. En 1750, cayó un rayo, que destruyó la iglesia de la Magdalena.
También tuvo dos ermitas, una la de la Cruz o del humilladero y otra la de San Pedro, hoy desaparecidas. La iglesia de Nuestra Señora de la Asunción (anteriormente llamada de Santa María la Nueva), del siglo XVII, fue construida con mampostería irregular, siendo su trazo sencillo y armonioso. Tiene una sola nave con crucero y cabecera recta, espadaña con el último cuerpo rematado en ladrillo, y pórtico semicerrado, adosado al muro sur. Conserva obras de interés, entre ellas, cuatro tablas del siglo XVI, un Cristo románico y una Piedad de 1860, así como una imagen de Jesús Nazareno diseñada según estética barroca, que debió estrenarse hacia 1868, y que fue realizada por el imaginero zamorano Ramón Álvarez.

## Cultura
Los pasos de las procesiones de Semana Santa son sacados por los cofrades en posición de rodillas, en su recorrido por la iglesia.
Fiestas
El día 31 de mayo, la fiesta de las Flores, y el tercer domingo de septiembre, el Cristo de la Consolación.
El primer fin de semana de agosto es la Fiesta del Turista, fiesta que aunque no está vinculada a ningún acontecimiento religioso es la más grande del pueblo y a la que acude más gente.